# Katedrála svatého Kříže (Orléans)
Gotická katedrála svatého Kříže (francouzsky Cathédrale Sainte-Croix) v Orléansu byla postavena na přelomu 13. a 14. století a poté se dočkala ještě řady přestaveb. Vitráže katedrály zobrazují příběh svaté Jany z Arku, která město slavně osvobodila od anglické nadvlády.